# GIUK-Lücke

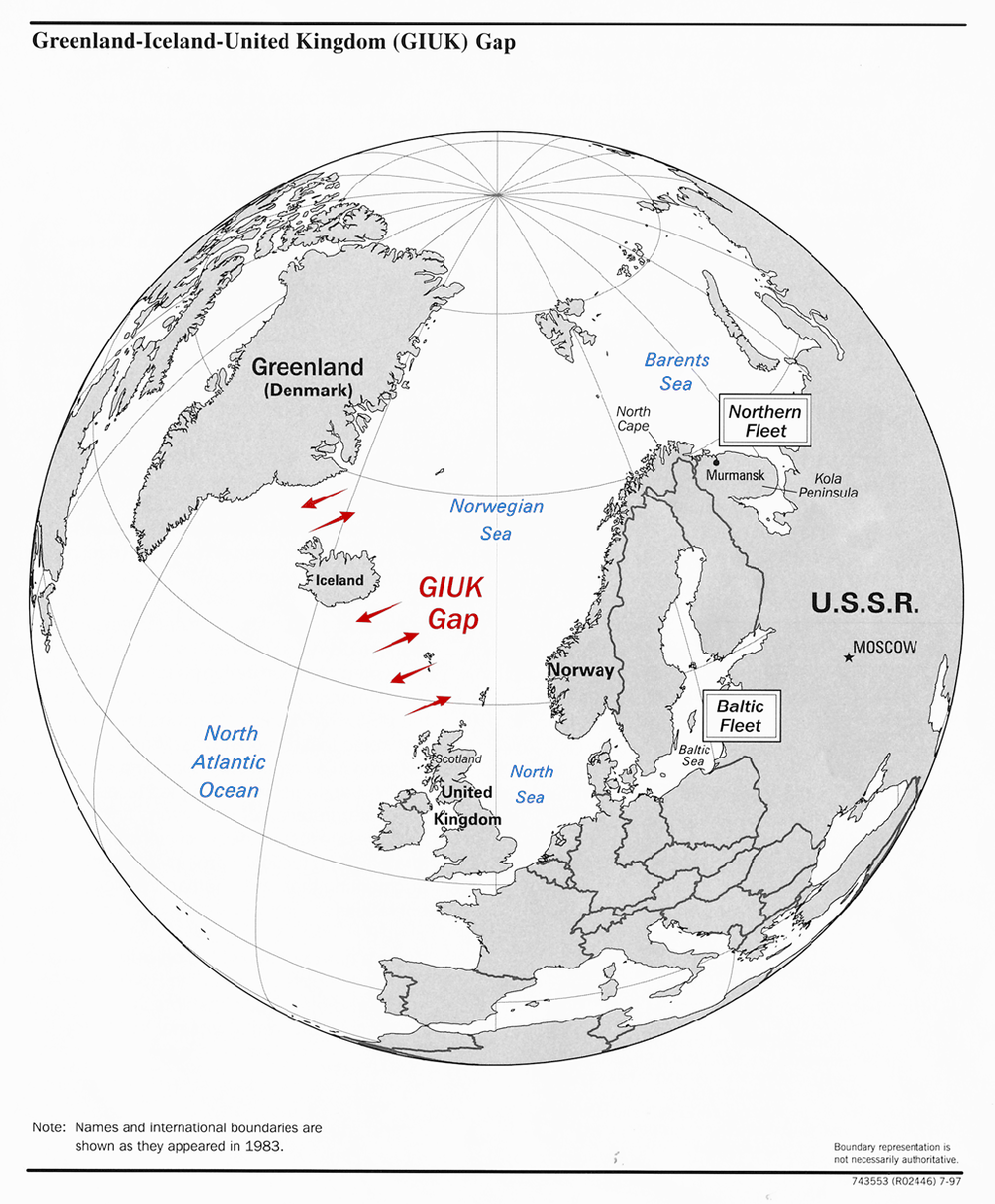
Lage der GIUK-Lücke auf einer Karte zur Zeit des Kalten Krieges im Jahr 1983 (englisch)

Als GIUK-Lücke wird in der militärischen Marinesprache, vor allem der NATO, eine gedachte Linie zwischen Grönland, Island und dem Nordende des Vereinigten Königreichs (UK) bezeichnet. GIUK ist ein Akronym dieser Landmassen. Diese Lücke befindet sich am Übergang zwischen dem europäischen Nordmeer, der Grönlandsee und dem nördlichen Atlantischen Ozean.

## Strategische Bedeutung
Die Lücke bildet einen strategischen Engpass, dessen Kontrolle einen Zugang zum Atlantik sichert. Die GIUK-Lücke ist jedoch keine originäre Erfindung des Kalten Krieges, vielmehr hat die Royal Navy zeit ihres Bestehens besonderes Augenmerk auf diese strategische Gegebenheit gelegt. So erklärt sich auch die Konzentration der Home Fleet in Scapa Flow (Orkney). Die Bedeutung der GIUK-Linie im strategischen Konzept der Royal Navy belegt auch die Tatsache, dass im Zweiten Weltkrieg der jeweilige Durchbruch deutscher Großkampfschiffe an dieser Linie – wenn nicht gestoppt – so jedoch als Kontakt weiterverfolgt werden konnte. Ein solcher Durchbruchsversuch erfolgte 1941 im Rahmen der Unternehmen Rheinübung, in deren Verlauf es in der Dänemarkstraße zur Schlacht zwischen mehreren deutschen und britischen Kampfschiffen kam.
Die Flotten des Warschauer Paktes hätten in einem Krieg gegen die NATO die GIUK-Linie passieren müssen, wenn sie die SLOC (Sea Lines Of Communication), die Nachschubrouten zwischen den Vereinigten Staaten und Kanada einerseits und Europa andererseits, hätten unterbrechen wollen. Umgekehrt markierte die Linie einen Zugang des Nordatlantiks in das Europäische Nordmeer und war damit für die sowjetische Marine zum Schutz insbesondere ihrer U-Boot-Stützpunkte auf der Halbinsel Kola von Bedeutung. Während des Kalten Krieges wurde die GIUK-Linie seitens der NATO unter anderem durch zwei stationäre Radaranlagen auf Island und Luftpatrouillen der US Navy sowie in der Tiefe durch das stationäre Sonarsystem SOSUS überwacht, das gegnerische U-Boote aufspüren und eine Verfolgung ermöglichen sollte. So wurde von Cape Hatteras aus im Juni 1962 erstmals durch das SOSUS ein sowjetisches U-Boot bei der Passage der GIUK-Linie geortet.
Im Zuge des Wiederaufbaus der Russischen Marine gewinnt die GIUK-Lücke erneut hohe strategische Bedeutung, wie etwa 2019 Berichte über russische Marinemanöver zeigten. Durch die GIUK-Lücke zusammen mit der Bären-Lücke, die zwischen dem Nordkap und der Bäreninsel liegt, hat die russische Nordflotte Zugang zum Atlantik.